# Premi FIPRESCI (Festival de Canes)
El premi FIPRESCI, també anomenat premi de la crítica internacional, és un guardó cinematogràfic atorgat des de 1946 durant el Festival Internacional de Cinema de Canes per un jurat format per crítics internacionals de cinema per l'intermediari de la Federació Internacional de la Premsa Cinematogràfica (FIPRESCI) per tal de promoure l'art cinematogràfic i fomentar el cinema nou i jove.

## Introducció
Des de l'any 2002, el procediment de votació ha estat el següent: un jurat internacional, format per crítics membres de FIPRESCI, mira les pel·lícules. Es premien diverses pel·lícules: les millors pel·lícules de la competició oficial, Un certain regard i seleccions paral·leles (Quinzena de Cineastes o Setmana de la Crítica). Durant uns quants anys, només es van premiar dues pel·lícules, una per a competició, l'altra per a les altres seccions.
Tot i que els jurats oficials no estan obligats a seguir la tendència, el guanyador del premi FIPRESCI sovint es troba al capdavant, sabent que el jurat del certamen oficial està format actualment només per cineastes i no per crítics.
El lloc "Film New Europe" publica cada any un agregador de ressenyes que formen part del FIPRESCI, excepte les presents al jurat.

## Palmarès
La llista completa de guanyadors prové del lloc web oficial de FIPRESCI i IMDB.
| Edició | Pel·lícula                                                                                            | Director                                      | País                                     | Secció                                   |
| ------ | --- | --------------------------------------------- | ---------------------------------------- | ---------------------------------------- |
| 1946   | Breu encontre (Brief Encounter)                                                                       | David Lean                                    | Regne Unit                               | Competició                               |
| 1946   | Farrebique                                                                                            | Georges Rouquier                              | França                                   | Fora selecció                            |
| 1949   | Combat trucat (The Set-Up)                                                                            | Robert Wise                                   | Estats Units                             | Competició                               |
| 1951   | Miracle a Milà (Miracolo a Milano)                                                                    | Vittorio De Sica                              | Itàlia                                   | Competició                               |
| 1951   | Los olvidados                                                                                         | Luis Buñuel                                   | Mèxic                                    | Competició                               |
| 1952   | No lliurat                                                                                            | No lliurat                                    | No lliurat                               | No lliurat                               |
| 1953   | Les vacances del Sr. Hulot                                                                            | Jacques Tati                                  | França                                   | Competició                               |
| 1954   | Avant le déluge                                                                                       | André Cayatte                                 | França                                   | Competició                               |
| 1955   | Muerte de un ciclista                                                                                 | Juan Antonio Bardem                           | Espanya                                  | Competició                               |
| 1955   | Raíces (Raíces)                                                                                       | Benito Alazraki                               | Mèxic                                    | Competició                               |
| 1956   | No lliurat                                                                                            | No lliurat                                    | No lliurat                               | No lliurat                               |
| 1957   | No lliurat                                                                                            | No lliurat                                    | No lliurat                               | No lliurat                               |
| 1958   | La venganza                                                                                           | Juan Antonio Bardem                           | Espanya                                  | Competició                               |
| 1959   | Hiroshima mon amour                                                                                   | Alain Resnais                                 | França                                   | Competició                               |
| 1959   | Araya                                                                                                 | Margot Benacerraf                             | Veneçuela                                | Competició                               |
| 1960   | La font de la donzella (Jungfrukällan)                                                                | Ingmar Bergman                                | Suècia                                   | Competició                               |
| 1961   | La mano en la trampa                                                                                  | Leopoldo Torre Nilsson                        | Argentina                                | Competició                               |
| 1961   | Chronique d'un été                                                                                    | Jean Rouch i Edgar Morin                      | França                                   | Competició                               |
| 1962   | El ángel exterminador                                                                                 | Luis Buñuel                                   | Mèxic                                    | Competició                               |
| 1963   | This Sporting Life                                                                                    | Lindsay Anderson                              | Regne Unit                               | Competició                               |
| 1963   | Le Joli Mai                                                                                           | Chris Marker i Pierre Lhomme                  | França                                   | Setmana de la Crítica                    |
| 1964   | Pasażerka                                                                                             | Andrzej Munk                                  | Polònia                                  | Competició                               |
| 1965   | Tarahumara (Cada vez más lejos)                                                                       | Luis Alcoriza                                 | Mèxic                                    | Competició                               |
| 1966   | El jove Törless (Der junge Törless)                                                                   | Volker Schlöndorff                            | Alemanya                                 | Competició                               |
| 1966   | La guerra s'ha acabat                                                                                 | Alain Resnais                                 | França                                   | Competició                               |
| 1966   | Campanades a mitjanit                                                                                 | Orson Welles                                  | Espanya Suïssa                           | Competició                               |
| 1967   | Terre em Transe                                                                                       | Glauber Rocha                                 | Brasil                                   | Competició                               |
| 1967   | Skupljači perja                                                                                       | Aleksandar Petrović                           | Iugoslàvia                               | Competició                               |
| 1968   | Suspès a causa dels fets del maig del 68                                                              | Suspès a causa dels fets del maig del 68      | Suspès a causa dels fets del maig del 68 | Suspès a causa dels fets del maig del 68 |
| 1969   | Andrei Rublev (Андрей Рублёв)                                                                         | Andrei Tarkovski                              | Unió Soviètica                           | Fora de Competició                       |
| 1970   | Investigació sobre un ciutadà (Indagine su un cittadino al di sopra di ogni sospetto)                 | Elio Petri                                    | Itàlia                                   | Competició                               |
| 1971   | Johnny va agafar el fusell (Johnny Got His Gun)                                                       | Dalton Trumbo                                 | Estats Units                             | Competició                               |
| 1972   | Solaris (Солярис)                                                                                     | Andrei Tarkovski                              | Unió Soviètica                           | Competició                               |
| 1972   | Avoir vingt ans dans les Aurès                                                                        | René Vautier                                  | França                                   | Setmana de la Crítica                    |
| 1973   | La Grande Bouffe                                                                                      | Marco Ferreri                                 | França                                   | Competició                               |
| 1973   | La Maman et la Putain                                                                                 | Jean Eustache                                 | França                                   | Competició                               |
| 1974   | Angst essen Seele auf                                                                                 | Rainer Werner Fassbinder                      | Alemanya                                 | Competició                               |
| 1974   | Lancelot du Lac                                                                                       | Robert Bresson (es va negar a rebre el premi) | França                                   | Fora de competició                       |
| 1975   | L'enigma de Gaspar Hauser (Jeder für sich und Gott gegen alle)                                        | Werner Herzog                                 | Alemanya                                 | Competició                               |
| 1975   | O Thíassos (Ο Θίασος)                                                                                 | Theo Angelópulos                              | Grècia                                   | Quinzena dels cineastes                  |
| 1976   | Im Lauf der Zeit                                                                                      | Wim Wenders                                   | Alemanya                                 | Competició                               |
| 1976   | Der starke Ferdinand                                                                                  | Alexander Kluge                               | Alemanya                                 | Quinzena dels cineastes                  |
| 1977   | Padre padrone                                                                                         | Paolo i Vittorio Taviani                      | Itàlia                                   | Competició                               |
| 1977   | Nou mesos (Kilenc hónap)                                                                              | Márta Mészáros                                | Hongria                                  | Quinzena dels cineastes                  |
| 1978   | Człowiek z marmuru                                                                                    | Andrzej Wajda                                 | Polònia                                  | Un certain regard                        |
| 1978   | Miris poljskog cveca                                                                                  | Srđan Karanović                               | Iugoslàvia                               | Setmana de la Crítica                    |
| 1979   | Apocalypse Now                                                                                        | Francis Ford Coppola                          | Estats Units                             | Competició                               |
| 1979   | Angi Vera                                                                                             | Pál Gábor                                     | Hongria                                  | Quinzena dels cineastes                  |
| 1979   | Jack el Negre                                                                                         | Ken Loach                                     | Regne Unit                               | Quinzena dels cineastes                  |
| 1980   | El meu oncle d'Amèrica                                                                                | Alain Resnais                                 | França                                   | Competició                               |
| 1980   | Gaijin – Os Caminhos da Liberdade                                                                     | Tizuka Yamasaki                               | Brasil                                   | Quinzena dels cineastes                  |
| 1980   | Aktorzy prowincjonalni                                                                                | Agnieszka Holland                             | Polònia                                  | Setmana de la Crítica                    |
| 1981   | Mephisto                                                                                              | István Szabó                                  | Hongria                                  | Competició                               |
| 1981   | Malou                                                                                                 | Jeanine Meerapfel                             | Alemanya                                 | Setmana de la Crítica                    |
| 1982   | Yol                                                                                                   | Şerif Gören i Yılmaz Güney                    | Turquia                                  | Competició                               |
| 1982   | Egymásra nézve                                                                                        | Károly Makk                                   | Hongria                                  | Competició                               |
| 1982   | Les Fleurs sauvages                                                                                   | Jean Pierre Lefebvre                          | Canadà                                   | Quinzena dels cineastes                  |
| 1983   | Nostalghia (Ностальгия)                                                                               | Andreï Tarkovski                              | Itàlia                                   | Competició                               |
| 1983   | Szerencsés Dániel                                                                                     | Pál Sándor                                    | Hongria                                  | Quinzena dels cineastes                  |
| 1984   | Paris, Texas                                                                                          | Wim Wenders                                   | Alemanya França                          | Competició                               |
| 1984   | Taxidi sta Kythira (Ταξίδι στα Κύθηρα)                                                                | Theo Angelópulos                              | Grècia                                   | Competició                               |
| 1984   | Memórias do Cárcere                                                                                   | Nelson Pereira dos Santos                     | Brasil                                   | Quinzena dels cineastes                  |
| 1985   | El pare en viatge de negocis (Отац на службеном путу)                                                 | Emir Kusturica                                | Iugoslàvia                               | Competició                               |
| 1985   | La rosa porpra del Caire (The Purple Rose of Cairo)                                                   | Woody Allen                                   | Estats Units                             | Fora de competició                       |
| 1985   | Visages de femmes                                                                                     | Désiré Écaré                                  | Costa d'Ivori                            | Setmana de la Crítica                    |
| 1986   | Sacrifici (Offret)                                                                                    | Andrei Tarkovski                              | Suècia França                            | Competició                               |
| 1986   | Le Déclin de l'empire américain                                                                       | Denys Arcand                                  | Canadà                                   | Quinzena dels cineastes                  |
| 1987   | Monanieba (მონანიება)                                                                                 | Tenguiz Abuladzé                              | Geòrgia                                  | Competició                               |
| 1987   | Wish You Were Here                                                                                    | David Leland                                  | Regne Unit                               | Quinzena dels cineastes                  |
| 1987   | Urs al-Jalil                                                                                          | Michel Khleifi                                | Palestina França                         | Quinzena dels cineastes                  |
| 1988   | Krótki film o zabijaniu                                                                               | Krzysztof Kieslowski                          | Polònia                                  | Competició                               |
| 1988   | Hôtel Terminus                                                                                        | Marcel Ophüls                                 | Estats Units                             | Un certain regard                        |
| 1988   | Veus distants                                                                                         | Terence Davies                                | Regne Unit                               | Quinzena dels cineastes                  |
| 1988   | Une femme pour l'hiver                                                                                | Manuel Flèche                                 | França                                   | Perspectives du cinéma français          |
| 1989   | Sexe, mentides i cintes de vídeo (Sex, Lies, and Videotape)                                           | Steven Soderbergh                             | Estats Units                             | Competició                               |
| 1989   | Yaaba                                                                                                 | Idrissa Ouedraogo                             | Burkina Faso França                      | Quinzena dels cineastes                  |
| 1990   | Shi no toge (死の棘)                                                                                  | Kôhei Oguri                                   | Japó                                     | Competició                               |
| 1990   | Lebedine ozero. Zona                                                                                  | Iuri Ilienko                                  | Estats Units Ucraïna                     | Quinzena dels cineastes                  |
| 1990   | Manoel de Oliveira                                                                                    | Manoel de Oliveira                            | Portugal                                 | Premi honorífic                          |
| 1991   | La Double Vie de Véronique (Podwójne życie Weroniki)                                                  | Krzysztof Kieslowski                          | Polònia França                           | Competició                               |
| 1991   | Riff-Raff                                                                                             | Ken Loach                                     | Regne Unit                               | Quinzena dels cineastes                  |
| 1992   | El sol del membrillo                                                                                  | Víctor Erice                                  | Espanya                                  | Competició                               |
| 1993   | Adéu a la meva concubina (霸王別姬, Bàwáng biéjī)                                                     | Chen Kaige                                    | Hong Kong                                | Competició                               |
| 1993   | Gyerekgyilkosságok                                                                                    | Ildikó Szabó                                  | Hongria                                  | Quinzena dels cineastes                  |
| 1994   | Exotica                                                                                               | Atom Egoyan                                   | Canadà                                   | Competició                               |
| 1994   | Bab El-Oued City                                                                                      | Merzak Allouache                              | Algèria                                  | Un certain regard                        |
| 1995   | To Vlemma tu Odissea (Το Βλέμμα του Οδυσσέα)                                                          | Theo Angelópulos                              | Grècia                                   | Competició                               |
| 1995   | Terra i llibertat                                                                                     | Ken Loach                                     | Regne Unit                               | Competició                               |
| 1995   | Badkonake sefid (بادکنک سفید)                                                                         | Jafar Panahi                                  | Iran                                     | Quinzena dels cineastes                  |
| 1996   | Secrets i mentides (Secrets & Lies)                                                                   | Mike Leigh                                    | Regne Unit                               | Competició                               |
| 1996   | Kavkazskiy plennik (Кавказский пленник')                                                              | Serguei Bodrov                                | Rússia Kazakhstan                        | Quinzena dels cineastes                  |
| 1996   | Pasts / Pramis                                                                                        | Laila Pakalniņa                               | Letònia                                  | Un certain regard                        |
| 1997   | The Sweet Hereafter                                                                                   | Atom Egoyan                                   | Canadà                                   | Competició                               |
| 1997   | Viatge al principi del món (Viagem ao Princípio do Mundo)                                             | Manoel de Oliveira                            | Portugal                                 | Fora de competició                       |
| 1998   | The Hole                                                                                              | Tsai Ming-liang                               | Taiwan França                            | Competició                               |
| 1998   | Happiness                                                                                             | Todd Solondz                                  | Estats Units                             | Quinzena dels cineastes                  |
| 1999   | Peau neuve                                                                                            | Émilie Deleuze                                | França                                   | Un certain regard                        |
| 1999   | M/Other                                                                                               | Nobuhiro Suwa                                 | Japó                                     | Quinzena dels cineastes                  |
| 2000   | Eureka (ユリイカ, Yurīka)                                                                             | Shinji Aoyama                                 | Japó                                     | Competició                               |
| 2000   | Zamāni barāye masti-ye asbhā (زمانی برای مستی اسبها)                                                  | Bahman Ghobadi                                | Iran                                     | Quinzena dels cineastes                  |
| 2001   | L'habitació del fill (La stanza del figlio)                                                           | Nanni Moretti                                 | Itàlia                                   | Competició                               |
| 2001   | Séance (降霊, Kōrei)                                                                                  | Kiyoshi Kurosawa                              | Japó                                     | Un certain regard                        |
| 2001   | Martha... Martha                                                                                      | Sandrine Veysset                              | França                                   | Quinzena dels cineastes                  |
| 2001   | Le Pornographe                                                                                        | Bertrand Bonello                              | França                                   | Setmana de la Crítica                    |
| 2002   | Yadon ilaheyya (يد إلهية)                                                                             | Elia Suleiman                                 | Palestina                                | Competició                               |
| 2002   | Heremakono                                                                                            | Abderrahmane Sissako                          | França Mauritània                        | Un certain regard                        |
| 2002   | Matir moina (মাটির ময়না)                                                                                 | Tareque Masud                                 | França Bangladesh                        | Quinzena dels cineastes                  |
| 2003   | Otets i sin (Отец и сын)                                                                              | Aleksandr Sokúrov                             | Rússia                                   | Competició                               |
| 2003   | American Splendor                                                                                     | Shari Springer Berman i Robert Pulcini        | Estats Units                             | Un certain regard                        |
| 2003   | Les hores del dia                                                                                     | Jaime Rosales                                 | Espanya                                  | Quinzena dels cineastes                  |
| 2004   | Fahrenheit 9/11                                                                                       | Michael Moore                                 | Estats Units                             | Competició                               |
| 2004   | Whisky                                                                                                | Juan Pablo Rebella i Pablo Stoll              | Uruguai                                  | Un certain regard                        |
| 2004   | Atash (عطش, Atash / צימאון, Tzimaon)                                                                  | Tawfik Abu Wael                               | Israel Palestina                         | Setmana de la Crítica                    |
| 2005   | Caché                                                                                                 | Michael Haneke                                | França Àustria                           | Competició                               |
| 2005   | Sangre                                                                                                | Amat Escalante                                | Mèxic                                    | Un certain regard                        |
| 2005   | Jumeogi unda                                                                                          | Ryoo Seung-wan                                | Corea del Sud                            | Quinzena dels cineastes                  |
| 2006   | İklimler                                                                                              | Nuri Bilge Ceylan                             | Turquia                                  | Competició                               |
| 2006   | Hamaca paraguaya                                                                                      | Paz Encina                                    | Paraguai                                 | Un certain regard                        |
| 2006   | Bug                                                                                                   | William Friedkin                              | Estats Units                             | Quinzena dels cineastes                  |
| 2007   | 4 luni, 3 saptamini si 2 zile                                                                         | Cristian Mungiu                               | Romania                                  | Competició                               |
| 2007   | La banda ens visita (ביקור התזמורת, Bikur Ha-Tizmoret)                                                | Eran Kolirin                                  | Israel                                   | Un certain regard                        |
| 2007   | Elle s'appelle Sabine                                                                                 | Sandrine Bonnaire                             | França                                   | Quinzena dels cineastes                  |
| 2008   | Delta                                                                                                 | Kornél Mundruczó                              | Hongria                                  | Competició                               |
| 2008   | Hunger                                                                                                | Steve McQueen                                 | Irlanda                                  | Un certain regard                        |
| 2008   | Eldorado                                                                                              | Bouli Lanners                                 | Bèlgica                                  | Quinzena dels cineastes                  |
| 2009   | Das weiße Band                                                                                        | Michael Haneke                                | Alemanya Àustria                         | Competició                               |
| 2009   | Polițist, Adjectiv                                                                                    | Corneliu Porumboiu                            | Romania                                  | Un certain regard                        |
| 2009   | Amreeka                                                                                               | Cherien Dabis                                 | Estats Units                             | Quinzena dels cineastes                  |
| 2010   | Tournée                                                                                               | Mathieu Amalric                               | França                                   | Competició                               |
| 2010   | Pál Adrienn                                                                                           | Ágnes Kocsis                                  | Hongria                                  | Un certain regard                        |
| 2010   | Todos vós sodes capitáns                                                                              | Óliver Laxe                                   | Espanya                                  | Quinzena dels cineastes                  |
| 2011   | Le Havre                                                                                              | Aki Kaurismäki                                | Finlàndia França                         | Competició                               |
| 2011   | L'Exercice de l'État                                                                                  | Pierre Schoeller                              | França Bèlgica                           | Un certain regard                        |
| 2011   | Take Shelter                                                                                          | Jeff Nichols                                  | Estats Units                             | Setmana de la Crítica                    |
| 2012   | V tumane (В тумане)                                                                                   | Serguí Loznítsia                              | Rússia                                   | Competició                               |
| 2012   | Bèsties del sud salvatge                                                                              | Benh Zeitlin                                  | Estats Units                             | Un certain regard                        |
| 2012   | Rengaine                                                                                              | Rachid Djaidani                               | França                                   | Quinzena dels cineastes                  |
| 2013   | La vida d'Adèle                                                                                       | Abdellatif Kechiche                           | França                                   | Competició                               |
| 2013   | Dast-Neveshtehaa Nemisoozand (دست‌نوشته‌ها نمی‌سوزند)                                                    | Mohammad Rasoulof                             | Iran                                     | Un certain regard                        |
| 2013   | Blue Ruin                                                                                             | Jeremy Saulnier                               | Estats Units                             | Quinzena dels cineastes                  |
| 2014   | Kış Uykusu                                                                                            | Nuri Bilge Ceylan                             | Turquia                                  | Competició                               |
| 2014   | Jauja                                                                                                 | Lisandro Alonso                               | Argentina                                | Un certain regard                        |
| 2014   | Les Combattants                                                                                       | Thomas Cailley                                | França                                   | Quinzena dels cineastes                  |
| 2015   | Saul fia                                                                                              | László Nemes                                  | Hongria                                  | Competició                               |
| 2015   | Masaan (मसान)                                                                                          | Neeraj Ghaywan                                | Índia                                    | Un certain regard                        |
| 2015   | La patota                                                                                             | Santiago Mitre                                | Argentina                                | Setmana de la Crítica                    |
| 2016   | Toni Erdmann                                                                                          | Maren Ade                                     | Alemanya                                 | Competició                               |
| 2016   | Câini                                                                                                 | Bogdan Mirica                                 | Romania                                  | Un certain regard                        |
| 2016   | Grave                                                                                                 | Julia Ducournau                               | França                                   | Setmana de la Crítica                    |
| 2016   | Premi especial Thierry Frémaux per festejar els 70 anys de col·laboracions entre Canes i la FIPRESCI. |                                               |                                          |                                          |
| 2017   | 120 battements par minute                                                                             | Robin Campillo                                | França                                   | Competició                               |
| 2017   | Tesnota (Теснота)                                                                                     | Kantemir Balagov                              | Rússia                                   | Un certain regard                        |
| 2017   | A Fabrica de Nada                                                                                     | Pedro Pinho                                   | Portugal                                 | Quinzena dels cineastes                  |
| 2018   | Burning (버닝, Beoning)                                                                               | Lee Chang-dong                                | Corea del Sud                            | Competició                               |
| 2018   | Girl                                                                                                  | Lukas Dhont                                   | Bèlgica                                  | Un certain regard                        |
| 2018   | Egy Nap                                                                                               | Zsófia Szilágyi                               | Hongria                                  | Setmana de la Crítica                    |
| 2019   | It Must Be Heaven                                                                                     | Elia Suleiman                                 | França                                   | Competició                               |
| 2019   | Dilda (Дылда)                                                                                         | Kantemir Balagov                              | Rússia                                   | Un certain regard                        |
| 2019   | The Lighthouse                                                                                        | Robert Eggers                                 | Estats Units                             | Quinzena dels cineastes                  |
| 2021   | Drive My Carドライブ・マイ・カー                                                                      | Ryūsuke Hamaguchi                             | Japó                                     | Competició                               |
| 2021   | Un monde                                                                                              | Laura Wandel                                  | Bèlgica                                  | Un certain regard                        |
| 2021   | Feathers                                                                                              | Omar El Zohairy                               | Egipte                                   | Setmana de la Crítica                    |
| 2022   | Leila's Brothers                                                                                      | Saeed Roustayi                                | Iran                                     | Competició                               |
| 2022   | Le Bleu du Caftan                                                                                     | Maryam Touzani                                | Marroc                                   | Un certain regard                        |
| 2022   | Dalva                                                                                                 | Emmanuelle Nicot                              | Bèlgica                                  | Setmana de la Crítica                    |
| 2023   | La zona d'interès                                                                                     | Jonathan Glazer                               | Regne Unit                               | Competició                               |
| 2023   | Los colonos                                                                                           | Felipe Galvez                                 | Xile                                     | Un certain regard                        |
| 2023   | Levante                                                                                               | Lillah Halla                                  | Brasil                                   | Setmana de la Crítica                    |